# کلودیو لوپز
کلودیو لوپز (به انگلیسی: Claudio López) (زادهٔ ۱۷ ژوئیه ۱۹۷۴) بازیکن بازنشستهٔ فوتبال آرژانتینی است.
وی با سرعت بالا و مهارت در دریبل زدن شناخته شده‌است. لوپز به ال پیوخو (به اسپانیایی: El Piojo) به معنای شپش مشهور است. وی در تیم‌های ریسینگ کلاب٬ والنسیا٬ لاتزیو٬ آمریکا٬ ریسینگ کلاب٬ اسپورتینگ کانزاس‌سیتی و کلرادو رپیدز بازی کرده‌است.
او همچنین ۵۶ بازی ملی هم برای تیم ملی فوتبال آرژانتین انجام داده و ۱۰ گل به ثمر رسانده است.